# 121332 Jasonhair
121332 Jasonhair è un asteroide della fascia principale. Scoperto nel 1999, presenta un'orbita caratterizzata da un semiasse maggiore pari a 3,1572720 UA e da un'eccentricità di 0,1314766, inclinata di 4,05229° rispetto all'eclittica.
L'asteroide è dedicato all'astronomo Jason Hair.